# Clorobenceno
El clorobenceno, C6H5Cl, es un importante disolvente que actúa como producto intermedio para la obtención de colorantes e insecticidas.

## Obtención por síntesis
El clorobenceno se obtiene por oxicloración de benceno con mezclas de HCl-aire a presión normal y a unos 240 °C.
Fue primero descripto en 1851.  Se lo manufactura por clorado de benceno en la presencia de monto catalítico de ácido de Lewis tal como cloruro de hierro (III) y cloruro de aluminio anhidro:
El catalizador aumenta la electrofilicidad del cloro.  Como el cloro es electronegativo, C6H5Cl presenta una menor susceptibilidad al ataque de otros electrofílicos. Por esta razón, el proceso de clorado produce sólo pequeñas cantidades de dicloro-y triclorobenceno.

## Seguridad
Exhibe "baja a moderada" toxicidad tal lo indica su LD50 de 2,9 g/kg